# Girinata
Girinata is een bestuurslaag in het regentschap Cirebon van de provincie West-Java, Indonesië. Girinata telt 4288 inwoners (volkstelling 2010).